# Operacja Paraquet
Operacja Paraquet – kryptonim brytyjskiej operacji odbicia okupowanego przez Argentynę terytorium South Georgia w kwietniu 1982 roku, a zarazem pierwsza operacja brytyjska w trakcie wojny falklandzkiej. Działania zakończyły się brytyjskim sukcesem. 25 kwietnia wojska brytyjskie opanowały całe terytorium South Georgia.